# Front per a la Victòria
El Front per a la Victòria (FPV) és una aliança electoral d'orientació centreesquerrista de l'Argentina fundada en 2003 per a sostenir la candidatura presidencial de Néstor Kirchner, qui finalment resultà electe president de la Nació per al període 2003-2007. En les eleccions presidencials de 2007 el FPV sostení la candidatura de Cristina Fernández de Kirchner, electa per al període 2007-2011. El Front per a la Victòria s'identifica amb el que s'ha denominat kirchnerisme, provinent de les files més progressistes del Partit Justicialista. Legalment, no ha de confondre's el Front amb el Partit de la Victòria, que és només un dels partits polítics que ho integren.

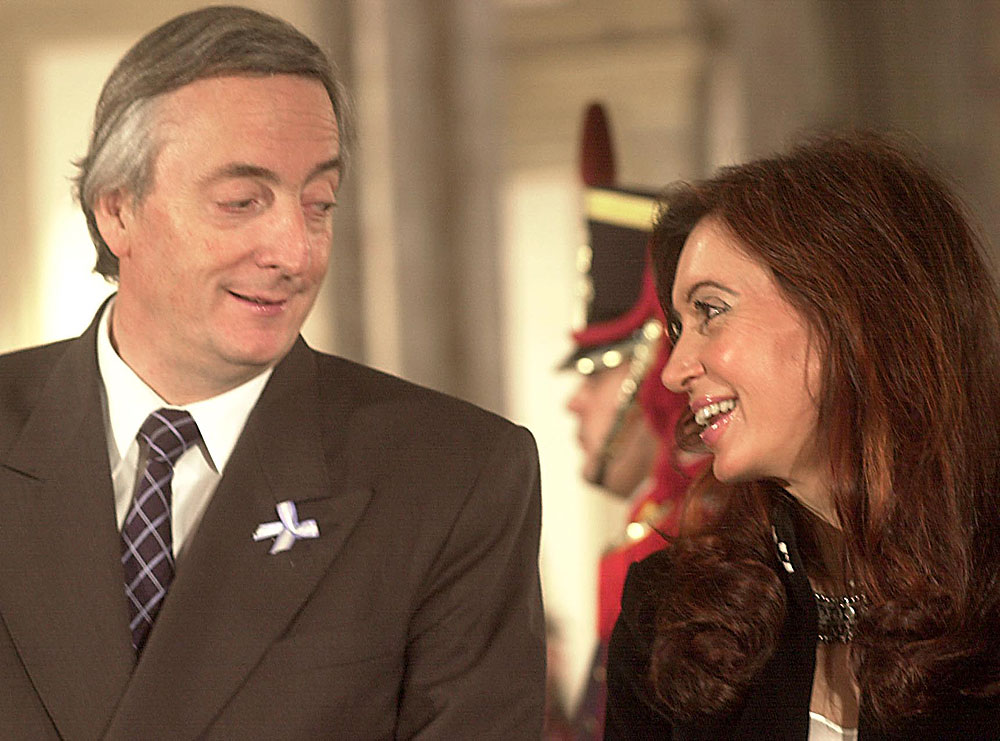
Néstor Kirchner i Cristina Fernández.